# Niełazowate
Niełazowate (Dasyuridae) – rodzina ssaków z rzędu niełazokształtnych (Dasyuromorphia), występujących w krainie australijskiej.

## Systematyka
Do rodziny należą następujące podrodziny:
- Dasyurinae Goldfuss, 1820 – niełazy
- Phascogalinae Gill, 1872 – myszowory
- Planigalinae Archer, 1982 – ryjowniczki
- Sminthopsinae Archer, 1982 – grubogoniki

Zawierają one w sumie 17 rodzajów i 76 gatunków.
Opisano również rodzaje wymarłe o niepewnej pozycji systematycznej i nie sklasyfikowane w żadnej z powyższych podrodzin:
- Apoktesis Campbell, 1976[6] – jedynym przedstawicielem był Apoktesis cuspis Campbell, 1976
- Ganbulanyi Wroe, 1998[7] – jedynym przedstawicielem był Ganbulanyi djadjinguli Wroe, 1998
- Glaucodon Stirton, 1957[8] – jedynym przedstawicielem był Glaucodon ballaratensis Stirton, 1957
- Urrayira Cramb, Hocknull, Beck, Kealy & Price, 2023[9] – jedynym przedstawicielem był Urrayira whitei Cramb, Hocknull, Beck, Kealy & Price, 2023

## Budowa
Niełazowate osiągają zróżnicowane rozmiary. Najmniejszy z nich nocołazik waży zaledwie 5 g, podczas gdy największy przedstawiciel rodziny diabeł tasmański osiąga masę 8 kg.
| Wzór zębowy | Wzór zębowy | I | C | P   | M |
| ----------- | ----------- | - | - | --- | - |
| 42-46       | =           | 4 | 1 | 2-3 | 4 |
| 42-46       | =           | 3 | 1 | 2-3 | 4 |

Niełazowate cechują się wydłużoną głową o dobrze rozwinietych kłach. Tułów jest nieznacznie wydłużony. Nie występują na nim u niektórych niełazowatych marsupium, czyli torba lęgowa. Samice mają zaś wtedy sutki w ułożeniu okółkowym. Niekiedy zamiast torby występują tylko fałdy brzuszne. Ciało kończy ogon, również długi, porosły sierścią, zwierzęta nie potrafią nim chwytać. Kończyny są raczej krótkie. Naziemni przedstawiciele rodziny mają tylne łapy dłuższe niż u nadrzewnych niełazowatych. Występuje stopochodność, nie stwierdza się syndaktylii. Tylne łapy mogą mieć mały, ruchomy kciuk, zwłaszcza taksony żyjące na drzewach, podczas gdy ich naziemni krewni cechują się redukcją aż do całkowitego zaniku tegoż kciuka.

## Ekologia
Niełazowate żywią się pokarmem mięsnym, najczęściej są owadożerne.